# ロブバード
ロブバード（Rove Bard）は、1980年にデビューしたロックバンド。

## 概要・略歴
五十嵐浩晃、田口清、庄野真代等のステージでのコーラス、レコーディング・スタジオでのコーラスワークを経てフォーライフ・レコードより1980年4月にデビュー。
同年8月に発売されたカップヌードルのCMソング「ボーンフリー・スピリット」がヒット。
その後解散。
解散後、柴野は1986年にソロ・デビュー。シングル「今日の空」、アルバム「BREATHLESS」を発売。
曳田と鈴木はスタジオ・シンガーに転身し、コーラスワーク等で活動の幅を拡げる。
近年は柴野と曳田で「P. S. I Love You」を結成、ライブハウスやYouTubeで活動中。

## メンバー
- シゲ(柴野繁幸)
ギター・ボーカル
- ペケタ(曳田修)
キーボード・ボーカル
- ズリッチョ(鈴木弘明)
ベース・ボーカル

北海道根室市出身の幼なじみ

## ディスコグラフィ
※　すべてフォーライフ・レコードより発売。

### シングル
| 発売日                   | 面         | タイトル                 | 作詞           | 作曲       | 編曲                 | 規格       | 規格品番   |
| ロブバード               | ロブバード | ロブバード               | ロブバード     | ロブバード | ロブバード           | ロブバード | ロブバード |
| ------------------------ | ---------- | ------------------------ | -------------- | ---------- | -------------------- | ---------- | ---------- |
| 1980年4月                | A          | 君は今                   | 柴野繁幸       | 柴野繁幸   | 瀬尾一三・ロブバード | EP         | FLS-1072   |
| 1980年4月                | B          | レディ麗                 | 柴野繁幸       | 柴野繁幸   | ロブバード           | EP         | FLS-1072   |
| 1980年8月21日            | A          | ボーンフリー・スピリット | 岡田冨美子     | 瀬尾一三   | 瀬尾一三             | EP         | FLS-1078   |
| 1980年8月21日            | B          | ユリア                   | 柴野繁幸       | 柴野繁幸   | ロブバード           | EP         | FLS-1078   |
| 1981年1月1日             | A          | ゲット・ダウン           | 柴野繁幸       | 柴野繁幸   | 瀬尾一三             | EP         | 7K-12      |
| 1981年1月1日             | B          | Honey Babe Tonight       | 柴野繁幸       | 柴野繁幸   | 瀬尾一三             | EP         | 7K-12      |
| 1981年9月                | A          | 幸福ロンリー・ハート     | 松本隆         | 柴野繁幸   | 石川鷹彦             | EP         | 7K-32      |
| 1981年9月                | B          | Summer time dream        | 柴野繁幸       | 柴野繁幸   | 後藤次利             | EP         | 7K-32      |
| 1982年5月                | A          | モーニング・ラプソディ   | 来生えつこ     | 柴野繁幸   | 瀬尾一三             | EP         | 7K-60      |
| 1982年5月                | B          | MR.T                     | 柴野繁幸       | 柴野繁幸   | ロブバード           | EP         | 7K-60      |
| 1982年11月               | A          | LAST SCENE               | 柴野繁幸       | 柴野繁幸   | NOBODY               | EP         | 7K-79      |
| 1982年11月               | B          | SNOW-SONG                | 曳田修・NOBODY | 曳田修     | ロブバード           | EP         | 7K-79      |
| 1983年6月                | A          | ウイスキー・ブルー       | 柴野繁幸       | 柴野繁幸   | NOBODY               | EP         | 7K-99      |
| 1983年6月                | B          | Bad Dream                | 曳田修・NOBODY | 曳田修     | ロブバード           | EP         | 7K-99      |
| 柴野繁幸 with ロブバード |            |                          |                |            |                      |            |            |
| 1983年10月21日           | A          | 寒いほどLove You         | 柴野繁幸       | 柴野繁幸   | NOBODY               | EP         | 7K-123     |
| 1983年10月21日           | B          | エリナ                   | 柴野繁幸       | 柴野繁幸   | NOBODY               | EP         | 7K-123     |

### オリジナルアルバム
| 発売日         | アルバム | 規格 | 規格品番 |
| -------------- | --- | ---- | -------- |
| 1980年         | ONE Side:A 1. Born Free Spirit 2. Summer's Gone 3. Moonlight Marry 4. You're My Girl 5. Sail On Side:B 1. 遥かな国 2. Imitation Love 3. Fall In Love 4. 最終列車が行っちまう 5. On The Road                                | LP   | 28K-4    |
| 1981年         | Tone Rush / 幸福ロンリーハート Side:A 1. Rock'n Roll Band 2. Hard Days Tokyo 3. Bara Bara 4. Loose That Girl 5. 幸福ロンリーハート Side:B 1. Tone Rush 2. Magical Night 3. Sexy Beat 4. Don't Look Around 5. One More Song | LP   | 28K-25   |
| 1982年11月21日 | STREET VERSION プロデュース：NOBODY Side:A 1. 東京レイニーナイト 2. Down Down Down 3. 8月の浜辺 4. タイトロープ 5. ダイナマイト Side:B 1. HANADO 2. エリア 3. サンセット・ドリーム 4. ラストシーン 5. 遥かホームタウン     | LP   | 28K-44   |

### コンピレーションアルバム
- ファントム無頼 オリジナル・アルバム（1985年） - 『PHANTOM LOVER』、『野生の翼』、『STAND-BY（FOR THE PEACE）』を収録。
- 週刊少年サンデー創刊1500号記念 ウイングス・オブ・フリーダム（1985年） - 『SHI・N・JU・KU・ドリーミィタウン』、『プラチナのライバル』を収録。
- ビー・バップ・ハイスクール音楽集（1986年） - 『BONTAN・サバイバル』を収録。
- LIVE ! ! POPCON HISTORY Ⅳ つま恋本選会（2006年） - 1970年代に『ポピュラーソングコンテスト』で披露した「目を閉じて」のライブ録音を収録

### タイアップ
| タイトル                         | タイアップ名                                         | 収録作品                                                                          |
| -------------------------------- | ---------------------------------------------------- | --------------------------------------------------------------------------------- |
| ボーンフリー・スピリット         | 日清食品「カップヌードル」CMソング                   | シングル「ボーンフリー・スピリット」                                              |
| 幸福ロンリー・ハート             | フォーライフ・東宝提携映画「幸福」主題歌             |                                                                                   |
| PHANTOM LOVER                    | コミック「ファントム無頼」イメージソング             | オムニバスアルバム「ファントム無頼 オリジナル・アルバム」                         |
| 野生の翼                         | コミック「ファントム無頼」イメージソング             | オムニバスアルバム「ファントム無頼 オリジナル・アルバム」                         |
| STAND-BY（FOR THE PEACE）        | コミック「ファントム無頼」イメージソング             | オムニバスアルバム「ファントム無頼 オリジナル・アルバム」                         |
| SHI・N・JU・KU・ドリーミィタウン | コミック「青空ふろっぴい」イメージソング             | オムニバスアルバム「週刊少年サンデー創刊1500号記念 ウイングス・オブ・フリーダム」 |
| プラチナのライバル               | コミック「B・B」イメージソング                       | オムニバスアルバム「週刊少年サンデー創刊1500号記念 ウイングス・オブ・フリーダム」 |
| BONTAN・サバイバル               | コミック「ビー・バップ・ハイスクール」イメージソング | オムニバスアルバム「ビー・バップ・ハイスクール音楽集」                            |

## 参加作品
- 吉田拓郎
  - 『アジアの片隅で』（1980年） - コーラス
  - 『MUCH BETTER』（1988年） - コーラス
- 山本コウタロー
  - 『青春みずたまり』（1981年） - コーラス
  - 『なつかしき友よ』（1981年） - コーラス
- 川嶋みき
  - 『Winding Road』（1989年） - コーラス
  - 『Maybe Tomorrow』（1989年） - コーラス
  - 『Rock Nights ～熱いビートの序曲～』（1989年） - コーラス
  - 『Naturally』（1989年） - コーラス
  - 『遠い風のバラッド』（1989年） - コーラス
- 松山千春
  - 『男達の唄』（1990年） - コーラス
- 春原佑紀
  - 『ポーラスター〜君だけ信じて〜』（1997年） - コーラスアレンジ・コーラス
  - 『AGAIN』（1997年） - コーラスアレンジ・コーラス